# Туров Віктор Тимофійович
Ві́ктор Тимофі́йович Ту́ров (біл. Віктар Цімафеевіч Тураў; 25 жовтня 1936 — 31 жовтня 1996) — білоруський кінорежисер і сценарист,
Заслужений діяч мистецтв Білоруської РСР, Народний артист Білоруської РСР, Народний артист СРСР.

## Життєпис
Народився 25 жовтня 1936 року у місті Могильов Могильовського району Білоруської РСР (тепер — адміністративний центр Могильовської області і Могильовського району Білорусі).
Під час Другої світової війни — батька, Тимофія Турова, розстріляли як партизана, а Віктор, разом із матір'ю, був в'язнем концтабору на Рейні.
Із 1959 року — режисер кіностудії «Білорусьфільм», автор низки документальних фільмів та сюжетів у кіножурналі «Советская Беларусь».
У 1961 році — закінчив режисерський факультет Всесоюзного державного інституту кінематографії (майстерня Олександра Довженка та Михайла Чіаурелі).
У 1965 році, на Кінофестивалі республік Прибалтики, Білорусі та Молдови, отримав Диплом II ступеня та Приз режисера за кращий дебют за дипломний фільм «Через цвинтар».
У 1967 році, на Кінофестивалі республік Прибалтики, Білорусі та Молдови, отримав Премію за кращу режисерську роботу (фільм «Я родом з дитинства»).
У 1972 році, на V Всесоюзному фестивалі телефільмів у Ташкенті, отримав Приз газети «Совет Узбекистони» за кращу режисерську роботу (фільм «Життя і смерть дворянина Чертопханова»).
У 1975 році — отримав звання Заслужений діяч мистецтв Білоруської РСР.
У 1977 році, на Всесоюзному кінофестивалі, отримав Спеціальний диплом журі за режисуру (фільм «Недільна ніч»).
У 1979 році — отримав звання Народний артист Білоруської РСР.
У 1980 році, на Всесоюзному кінофестивалі у Душанбе, отримав Приз за найкращий військово-патріотичний фільм (фільм «Точка відліку»).
У 1984 році — отримав Державну премію СРСР за фільм «Люди на болоті».
У 1985 році — отримав Премію Міністерства культури Білорусі імені Юрія Тарича.
У 1986 році — отримав звання Народний артист СРСР.
У 1988 році — отримав Премію міністерства оборони Польщі за фільм «Червоний колір папороті».
У 1993 році, на Міжнародному кінофестивалі слов'янських і православних народів «Золотий Витязь», отримав Приз за режисуру фільму «Чорний лелека».
Викладав у Академії мистецтв республіки Білорусь.
У 1994 році, з нагоди 100-річчя кінематографії, включений ЮНЕСКО до режисерів, які зняли 100 найбільш значущих фільмів світу (фільм «Через цвинтар»).
У 1996 році отримав Державну премію Білорусі «За внесок у кінематограф». Цього ж року — отримав Медаль Франциска Скорини.
Помер 31 жовтня 1996 року у Мінську.

## Фільмографія
Режисер:
- 1959 — «Гомельські танцюристи» (документальний)
- 1959 — «Наш Солігорськ» (документальний)
- 1961 — «Комстрой» (новела) (кіноальманах «Рассказы о юности»)
- 1962 — «Зірка на пряжці» (новела) (кіноальманах «Маленькие мечтатели»)
- 1964 — «Через цвинтар» (дипломна робота)
- 1966 — «Я родом з дитинства»
- 1967 — «Війна під дахами»
- 1969 — «Сини йдуть у бій»
- 1971 — «Життя і смерть дворянина Чертопханова»
- 1973 — «Горя боятися — щастя не бачити»
- 1974 — «Час її синів»
- 1976 — «Недільна ніч»
- 1979 — «Точка відліку»
- 1981 — «Люди на болоті»
- 1982 — «Дихання грози»
- 1984 — «Менший серед братів»
- 1984 — «Близьке та далеке» (8-серійна телеверсія фільмів «Люди на болоті» та «Дихання грози» з додатково відзнятими сценами)
- 1988 — «Червоний колір папороті»
- 1989 — «Висока кров»
- 1993 — «Чорний лелека»
- 1994 — «Шляхтич Завальня, або Білорусь у фантастичних оповіданнях»

Сценарист:
- 1973 — «Горя боятися — щастя не бачити»
- 1974 — «Час її синів» (у співавторстві з Арнольдом Каштановим та Алексієм Тулушевим)
- 1981 — «Люди на болоті»
- 1982 — «Дихання грози»
- 1988 — «Червоний колір папороті» (у співавторстві з Єжи Гжимковським)
- 1989 — «Висока кров» (у співавторстві з Іллею Кашафутдіновим та Зигмунтом Маляновичем)
- 1994 — «Шляхтич Завальня, або Білорусь у фантастичних оповіданнях» (у співавторстві з Федором Конєвим)